# Economia dell'idrogeno
Un'economia dell'idrogeno (o, per meglio dire, un'economia basata sull'idrogeno) è un tipo di sistema economico ipotizzato per il futuro in cui varie forme di energia vengono immagazzinate sotto forma di idrogeno (H2, gassoso, liquido o in composti come gli idruri metallici) da utilizzare sia in applicazioni in movimento che per fornire ulteriore energia alla rete elettrica nazionale e mondiale nei momenti di eccessivo carico elettrico.
In particolare, verso la fine del XX secolo si è rapidamente sviluppato il progetto di un'automobile a idrogeno, che usa l'idrogeno come combustibile in particolari celle o pile, che generano tensione elettrica capace di muovere un qualsiasi motore elettrico, senza però rimpiazzare del tutto benzina e gasolio: infatti l'idrogeno non si trova in forma purificata in natura e per questo motivo, non è una fonte di energia in quanto va prodotto. Esempi di autostrade ad idrogeno sono in progetto in Europa (Autostrada A22) e in USA (California Hydrogen Net). Una siffatta economia necessita di una nuova infrastruttura di produzione, stoccaggio e trasporto del nuovo combustibile che allo stadio base in natura non si presenta allo stato liquido come i combustibili fossili, ma allo stato gassoso necessitando del superamento di diversi problemi energetici e tecnologici associati.

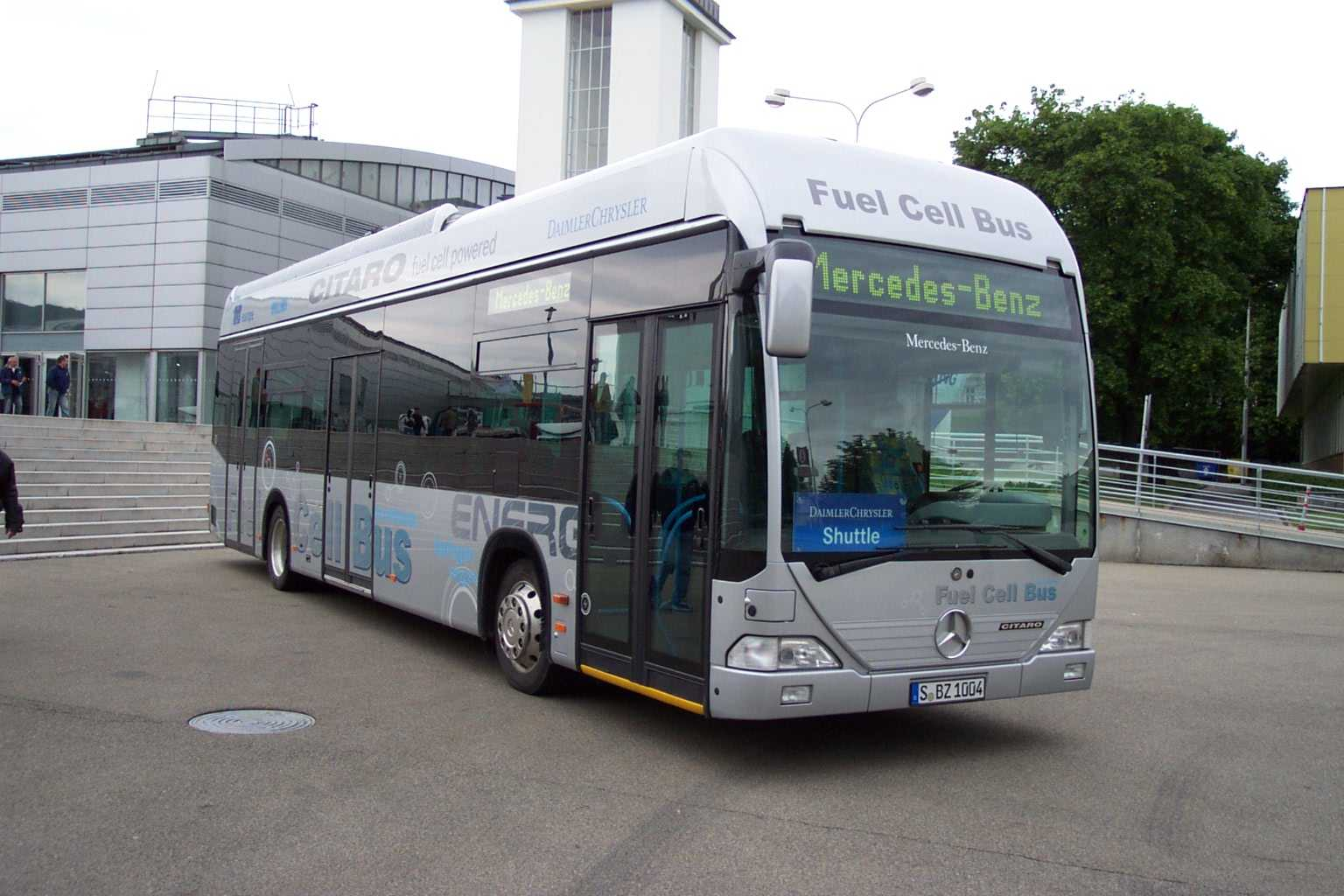
Autobus a pila a combustibile alimentata da idrogeno, Mercedes-Benz Citaro all'Autotec 2006 a Brno

## Introduzione
Secondo il DOE, la produzione di idrogeno ammonta a 9 milioni di tonnellate all'anno, per il 95% prodotti tramite il reforming di metano con vapor d'acqua (efficienza energetica dell'80%, ma si producono 9 kg di CO2 per ogni kg di H2 ottenuto).
Il tasso di crescita stimato per la produzione d'idrogeno è del 10% annuo. Dal momento che lo stoccaggio dell'idrogeno e il suo trasporto sono molto onerosi, la maggior parte di esso viene di norma prodotta e utilizzata localmente (immediatamente) per il consumo interno, dalle stesse industrie che lo producono, in genere raffinerie di petrolio, oppure fabbriche appartenenti all'industria pesante.
Correntemente, la produzione dell'idrogeno avviene per il 48% da gas naturale, per il 30% dal petrolio (sottoprodotto della distillazione e reforming del gasolio), per il 18% dal carbone; l'elettrolisi dell'acqua viene impiegata per produrre soltanto il 4% dell'H2. Esistono progetti finanziati dal DOE che studiano la possibilità di separare l'idrogeno dall'ossigeno alle medie temperature (350 °C), in soluzioni di H2S, impiegando concentratori solari.
Nel 2005, il Dipartimento per l'Energia degli Stati Uniti ha fissato un obiettivo di costo per il 2015 pari a 2-3,00 $/Kg di idrogeno (dollari del 2005, non tassati), equivalenti a 2-3,00 $/gallone di benzina.
La produzione tramite elettrolisi, ha efficienze che variano dal 50 al 70% (a seconda della densità di potenza, temperatura e dei catalizzatori impiegati). Questa procedura si ritiene conveniente laddove si abbia un eccesso di potenza elettrica non immagazzinabile (ad esempio, innalzandola tramite condotte forzate da un bacino idrico inferiore a uno superiore), oppure dove non sia fattibile trasportare la corrente elettrica prodotta con linee elettriche. Nel caso si impieghino metodi di generazione che non producono anidride carbonica (eolico, solare fotovoltaico, nucleare), la bassa resa dell'elettrolisi risulta accettabile in una logica di riduzione delle emissioni globali di CO2
Sono in corso di ricerca e sviluppo nuovi metodi per la produzione di idrogeno: alcuni sono basati sulla coltivazione e produzione diretta da parte di microscopiche alghe azzurre modificate geneticamente, altre sull'azione di enzimi su substrati come la spazzatura urbana o la stessa acqua semplicemente esposta alla luce solare concentrata con specchi (ad alte temperature e con catalizzatori).
Essendo in crescita sia la popolazione mondiale che l'agricoltura intensiva che l'alimenta, la domanda per un impiego massiccio dell'ammoniaca è crescente. L'hydrocracking rappresenta un'area di ancora maggiore crescita, dal momento che il corrente aumento dei prezzi del petrolio incoraggia le compagnie petrolifere ad estrarre petrolio da sorgenti prime più povere (con idrocarburi più pesanti, ricchi in cere, bitume, olefine, nafta, e più sporche in zolfo), come le sabbie della "fascia bituminosa" dell'Orinoco in Venezuela, oppure gli scisti bituminosi del Canada.

### Necessità dello sviluppo dell'economia ad idrogeno

Produzione di energia a partire dall'idrogeno: alla fine del ciclo si produce energia ed acqua pura.

L'elettricità ha rivoluzionato la qualità della vita umana sin dal tardo XIX secolo consentendo un più facile utilizzo delle fonti energetiche disponibili. Invenzioni come la dinamo e l'illuminazione elettrica iniziarono a crescere dopo l'invenzione della corrente continua. Successivamente l'alternatore e la corrente alternata permisero la trasmissione di energia elettrica su grandi distanze a grande scala.
Correntemente, il bilanciamento del carico sulla rete energetica viene compensato variando la potenza prodotta dai generatori. Nonostante tutto, l'elettricità è difficile da accumulare efficientemente per usi futuri.
Il sistema più ampiamente utilizzato (il più efficiente sotto il profilo dei costi) per l'immagazzinamento di grandi quantità di energia di rete è lo stoccaggio a acqua pompata, che consiste nel pompare acqua in una riserva o un lago chiusi da una diga (oppure con tubi in salita ed in discesa) e nel generare energia idroelettrica per soddisfare il picco. Questi sistemi non possono essere resi portatili o poco ingombranti. Un'altra alternativa di minore ingombro come il condensatore ha una densità energetica troppo bassa. Gli accumulatori hanno una densità energetica bassa ed inoltre sono lenti nelle fasi di scarica e ricarica. L'accumulo energetico in volani, a parità di dimensioni, può risultare più efficiente rispetto alle batterie, ma comporta problemi di sicurezza per via della possibilità di rottura esplosiva.
Contemporaneamente alla diffusione dell'elettricità, si sviluppava un'altra fonte di energia portatile: idrocarburi derivati dal petrolio, che fornivano energia chimica ai motori a combustione interna, trasformandola in energia meccanica per molti tipi di veicoli come automobili, navi ed aerei. I motori a combustione interna, grazie alla maggiore autonomia, leggerezza, potenza e relativa efficienza del motore e all'alta densità energetica degli idrocarburi, si imposero sui vecchi tipi di locomozione, come la vecchia locomotiva a vapore, l'aria compressa, e le prime auto elettriche a batterie. L'alto rapporto potenza-peso di questi motori ne faceva l'unico metodo impiegabile nel primo aeroplano.
La probabile fine nel XXI secolo delle fonti più economiche di idrocarburi e l'effetto serra dovuto alle emissioni di diossido di carbonio (CO2) hanno dato luogo alla ricerca di alternative agli idrocarburi fossili che non diano luogo a questi problemi.
Alcuni pensano che le celle a combustibile, utilizzanti idrogeno come carburante, siano dal punto di vista della convenienza globale l'equivalente futuro del motore a combustione interna del XX secolo o del motore a vapore nel XIX secolo.
L'idrogeno è l'elemento più abbondante nell'universo. Possiede anche un'eccellente densità energetica, più efficiente rispetto a quella del metano o dei tipici carburanti per il motore a combustione interna in rapporto al peso, cosa che ne consiglia l'impiego in razzi come lo space shuttle.
In teoria l'unica emissione delle celle a idrogeno è acqua pura. Inoltre le celle a idrogeno sono più efficienti rispetto al motore diesel. In effetti, il motore a combustione interna ha un'efficienza del 20-35%, mentre la pila a combustibile ha un'efficienza elettrica che va dal 40 al 49%, ed in modalità di cogenerazione (elettricità e calore) gli impianti di celle a combustibile forse raggiungeranno un'efficienza energetica pari all'80-85%.
Altre tecnologie innovative, in concorrenza con le pile a combustibile ad idrogeno, dimostrano un'efficienza elettrica vicina al 30-35%.

### Fonti centralizzate di idrogeno progettate
Grossi generatori d'idrogeno ad alta efficienza combinati con un sistema di distribuzione (come le condotte del gas naturale ma in grado di affrontare le ulteriori sfide poste dal trasporto dell'idrogeno) e le pile a combustibile che funzionano con idrogeno possono essere in grado di sostituire gli odierni sistemi di distribuzione elettrica e di generazione, in aggiunta ai veicoli a carburanti fossili. Sistemi simili sono normalmente utilizzati nell'ambito del gas naturale per produrre elettricità, come lo sviluppo suburbano di grossi quartieri dotati di sistemi di cogenerazione. La fonte energetica sfruttabile per la produzione dell'idrogeno potrebbe essere nucleare; gli aerogeneratori, l'energia idroelettrica; e finalmente i combustibili fossili (poco convenienti sotto il punto di vista della prevenzione dell'effetto serra). Ad esempio grossi generatori che producano idrogeno dal carbone genererebbero grandi quantità di inquinanti, ma renderebbero centralizzate le emissioni, dunque i sistemi di controllo delle emissioni (come la reiniezione della CO2 prodotta nei pozzi di petrolio o il recupero per formare gesso e/o pietra calcarea) sarebbero più facili da ispezionare e forse sarebbero meglio mantenuti rispetti ai sistemi montati sulle automobili (basati sulla marmitta catalitica al platino) gestiti da singoli individui. Comunque vi sono alcuni "punti cruciali" tecnologici che ostacolano lo sviluppo dell'economia ad idrogeno, che riguardano:
- il problema del ciclo di produzione e utilizzazione dell'idrogeno noto anche come problema della convenienza termodinamica
- il problema dell'immagazzinamento o stoccaggio
- il problema del trasporto

## Produzione di idrogeno
L'idrogeno puro non è disponibile nel nostro pianeta. La maggior parte dell'idrogeno "conveniente" può essere estratto da altre sostanze con procedure chimiche ed elettrolitiche, oppure può essere prodotto da altri combustibili utilizzando sostanze ad elevato contenuto energetico, come i combustibili fossili (reforming del metano e carbone), ma questi metodi, oltre ad esaurire risorse non rinnovabili, generano CO2 in quantità maggiori rispetto ai motori convenzionali, aggravando l'effetto serra rispetto al loro utilizzo diretto negli autoveicoli. Inoltre i processi di produzione sono caratterizzati da un rendimento non ottimale dal punto di vista termodinamico, o al più ancora da valutare attentamente, in molti casi attorno al 20%, per via dell'irreversibilità dei processi fisico-chimici di trasformazione dell'energia.
L'idrogeno può essere prodotto anche con l'elettrolisi dell'acqua utilizzando grandi quantità di energia elettrica.
Tale tecnologia, sebbene concettualmente molto semplice, viene applicata solo per utilizzi estremamente settoriali.

### Produzione in Italia: Mantova
Il maggiore produttore di "idrogeno merchant" (destinato alla vendita ad altre industrie, enti o privati), non destinato all'immediata produzione di ammoniaca oppure alla raffinazione del petrolio è il Gruppo Sapio, in particolare nella sua raffineria di Mantova, dove si producono 450.000 metri cubi di H{\displaystyle _{2}} al giorno.

### Il futuro a breve termine
Il potenziale per un grande mercato e l'acuto incremento dei prezzi del petrolio hanno incoraggiato l'interesse per mezzi alternativi e più economici per produrre idrogeno. Tra questi il governo USA finanzia lo studio per l'elettrolisi termochimica ad alta temperatura dell'acqua. Alcuni prototipi di reattori come il PBMR oppure il VHTR operano a temperature tra i 850 ed i 1000 gradi Celsius, molto più caldi degli impianti civili esistenti. L'elettrolisi dell'acqua a quelle temperature converte meglio il calore iniziale in energia chimica sotto forma d'idrogeno, migliorando l'efficienza. Il processo funziona in laboratorio, ma non è stato mai testato su scala commerciale.

### Produzione di idrogeno dall'acqua con calore a "bassa qualità"
Esistono vari processi per produrre idrogeno dall'acqua utilizzando calore a "bassa temperatura" (ossia calore tra i 60 °C e i 200 °C che non potrebbe essere utilizzato per produrre elettricità con efficienze superiori al 3-10% (per ragioni di termodinamica). Le fonti di questo calore possono essere la combustione della spazzatura differenziata, ad esempio (carta e polietilene, oppure in un'automobile, riscaldando con la marmitta catalitica un contenitore con la soluzione.
- Uno di questi prevede di aggiungere il catalizzatore nichel (come polvere nanometrica) e il chelante EDTA ad una soluzione acquosa e acida riscaldata tra i 75-150 °C.[20]

## Immagazzinamento dell'idrogeno
L'idrogeno ha anche una bassa densità (pari a 0,0708 g/cm³ a −253 °C). Questo significa che è necessario un serbatoio abbastanza capiente per immagazzinarlo, anche impiegando energia addizionale per comprimerlo, cosa che comporta problemi di sicurezza per l'alta pressione del gas.
Nei prototipi di automobili ad idrogeno vengono usate pressioni dell'ordine degli 80 MPa; per confronto si consideri che nelle automobili a metano sono usati circa 20 MPa.
Il grosso e pesante serbatoio ridurrebbe l'efficienza del veicolo per via del maggiore peso da trasportare. Dal momento che è una molecola piccola ed energetica, l'idrogeno diatomico tende a diffondere attraverso ogni materiale di rivestimento che venga utilizzato per il suo contenimento, portando all'imbibizione di idrogeno dello stesso materiale, oppure indebolendo il suo contenitore. Questo viene chiamato il problema dell'immagazzinamento o stoccaggio.
Altri proponenti si immaginano fonti di idrogeno locali in ambito rurale, anche se gli ostacoli che si frappongono ad eventuali grossi generatori di idrogeno ad alta efficienza in mezzo alla campagna sono meno gravi rispetto a quelli che si presenterebbero in ambito urbano.

## Trasporto dell'idrogeno
Non sembra che l'idrogeno sia il mezzo più economico per il trasporto di energia su lunghe distanze nel futuro prossimo. I progressi nella tecnologia dell'elettrolisi e delle pile a combustibile non hanno affrontato i costi sottolineati.
Nel 2005, il metodo più economico per muovere l'energia attorno al mondo era quello di trasportare "pellets" di uranio per ferrovia. Il seguente metodo più economico (ed il più usato) è come grezzo in oleodotto o nelle navi supertanker, oppure come carbone spedito per ferrovia o nave da carico.

### Condotte di gas naturale
Le condotte di gas naturale e le navi con serbatoi di gas naturale liquefatto sono molto più costose e richiedono un mercato stabile con estese tubazioni di gas ed ampia presenza di elettrodomestici che impieghino il GNL (come scaldabagni e cucine). Per questo il gas naturale estratto dal North Slope, in Alaska viene reimmesso nel suolo piuttosto che inviato verso l'Oregon, ed è questa la ragione per la quale il GNL dalla costa nordovest dell'Australia viene inviato via nave in Giappone e Cina.

### Linee elettriche
Le linee elettriche muovono l'energia a costi anche maggiori rispetto a quelli dei gasdotti di gas naturale; per questo, di solito le centrali elettriche si trovano a circa 160 km dalle utenze che servono. Le linee di lunga distanza vengono impiegate per bilanciare gli squilibri tra i vari punti dove l'energia elettrica viene prodotta e consumata ad una certa ora, muovendo una piccola porzione del totale generato. Ad esempio la California brucia circa 30 gigawatt di elettricità, ed ha un collo di bottiglia nella trasmissione nord-sud (la "500 kV Path 15") pari a 5,4 gigawatt.

### Condotte dell'idrogeno ad alta pressione
Le condotte dell'idrogeno sono anche più costose rispetto alle linee elettriche a lunga distanza. L'idrogeno a temperatura ambiente ha un volume tre volte maggiore rispetto al gas naturale a parità di energia trasportata, inoltre lo H2 accelera la comparsa di crepe nell'acciaio (imbibimento da idrogeno), che aumenterebbe i costi di manutenzione, le perdite, ed i costi materiali. Sembra che la differenza nei costi sia destinata ad aumentare con le nuove tecnologie: i cavi sospesi in aria possono impiegare tensioni maggiori con costi marginalmente superiori, ma le tubature ad alta pressione richiedono in proporzione più materiale. Questo è noto come problema del trasporto dell'idrogeno.

### Condotte miste idrogeno criogenico e ceramiche superconduttive
Nel 2006 sono state proposte condotte miste interrate in profondità, con un nucleo contenente idrogeno in pressione (liquefatto alla temperatura dell'azoto liquido), che dovrebbe circolare all'interno di una tubazione o di lunghe strisce avvolgenti in ceramica superconduttiva dell'elettricità (corrente continua), a sua volta foderate da plastiche isolanti e da una protezione esterna estremamente resistente (tubi in acciaio o kevlar). Le stime di portata energetica per ogni paio di condotte (una positiva a +50.000 volt e l'altra negativa a -50.000 volt) sono di 5 Gigawatt elettrici e di 10 Gigawatt sotto forma di idrogeno liquefatto (per combinazione di alta pressione e temperature dell'azoto liquido).

## Campi di impiego dell'idrogeno

### Utilizzo dell'idrogeno
Esistono due utilizzi principali per l'idrogeno:
- circa la metà viene utilizzato (combinandolo con l'azoto, componente dell'80% dell'atmosfera) per produrre ammoniaca (NH3) tramite il processo Haber[23], che può essere primariamente usato direttamente o indirettamente come fertilizzante in agricoltura.
- l'altra metà dell'idrogeno  prodotto viene usata per convertire le fonti pesanti di petrolio in frazioni più leggere ed adatte per essere impiegate come carburante (questo processo è noto come hydrocracking).

### Alimentazione di reazioni chimiche
L'idrogeno viene utilizzato in molte reazioni chimiche - come il processo Haber e l'hydrocracking - come descritto nella sezione precedente "utilizzo dell'idrogeno".

### Motori a combustione interna
L'idrogeno può essere utilizzato a fini energetici nei motori a combustione interna, opportunamente progettati, con l'efficienza tipica di tali motori (media del 30%), buona potenza ed il vantaggio di una tecnologia già matura e dai costi relativamente non elevati.

### Pila a combustibile

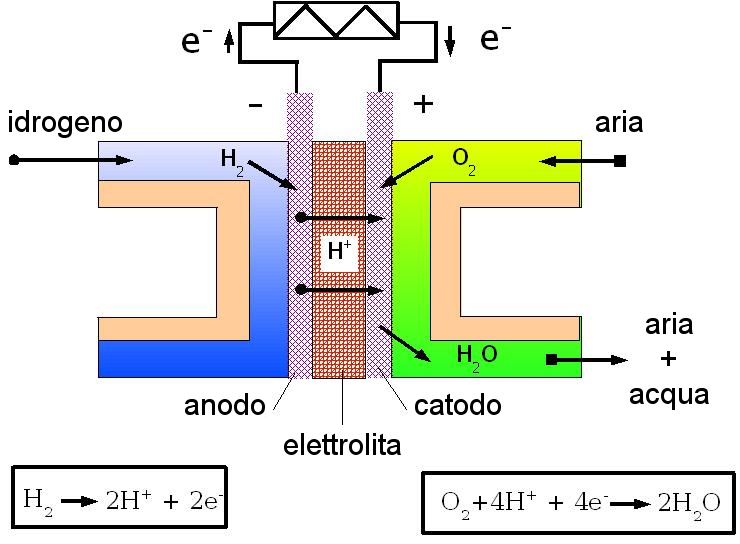
Principio di funzionamento di una fuel cell.

La pila a combustibile (o fuel cell) è un dispositivo in grado di utilizzare idrogeno producendo energia elettrica con una buona efficienza, ma con prototipi ancora costosi ed ingombranti. La realizzazione di una fuel cell richiede infatti metalli della serie chimica del platino (estremamente costoso) mentre gli altri materiali provati hanno dimostrato una vita utile troppo breve.
Dal momento che la diffusione dell'utilizzo dell'idrogeno come una fonte portatile di energia ha senso soltanto se impiegato in pile a combustibile (la semplice combustione con l'ossigeno atmosferico in motori a combustione interna produce inquinanti come i NOx, rumore, ed ha una minor resa energetica in termini di efficienza), le persone che auspicano una economia all'idrogeno sperano che i progressi nelle nanotecnologie e nella produzione in serie ridurranno questi problemi in modo da rendere queste pile efficaci in rapporto al loro costo.

### Fonte energetica
L'altra premessa a questo tipo di economia è che le celle a combustibile sostituiscano i motori a combustione interna e le turbine come mezzi primari per trasformare l'energia chimica in movimento e potenza elettrica. La ragione per aspettarsi questo cambiamento è che le celle elettrochimiche sembrano essere più efficienti rispetto ai motori (che disperdono molta energia sotto forma di calore ed attrito). Le celle a combustibile all'inizio del ventunesimo secolo sono molto costose, ma si lavora costantemente per renderle più economiche.
Le pile a combustibile sono sistemi redox (si avvalgono di reazioni chimiche di ossido-riduzione, isolando il flusso di elettroni, e convogliandolo verso motori o altri impieghi), e quindi possono impiegare anche idrocarburi oltre all'idrogeno puro.
Se i costi delle celle divenissero competitivi rispetto ai motori diesel e alle turbine, tra i primi utilizzatori ci sarebbero le centrali elettriche alimentate a gas naturale (che sono poco inquinanti). Le centrali elettriche a gas naturale vengono costruite in gran numero da industrie molto competitive, i loro proprietari possono lavorare con alcune restrizioni operative (come tolleranze non ampie di variazioni di temperatura, basso tasso di salita della fornitura di potenza, ecc.), per loro il problema del rapporto potenza/peso non si pone e anche piccoli guadagni nell'efficienza energetica rappresentano per loro guadagni consistenti. Se la trasformazione del gas naturale in idrogeno per l'impiego nelle "pile a combustibile" si rivelasse economicamente più vantaggioso che bruciare il gas naturale, gli impianti di potenza elettrica a gas lo farebbero progressivamente ma non si sa se vi sia alcuna discussione concreta su centrali elettriche a celle a combustibile.
L'interesse collettivo verso l'idrogeno è motivato anche dall'idea di potere utilizzare le celle a combustibile nelle auto. Queste possono avere un ottimo rapporto peso/potenza (ma ad esso si aggiungerebbe anche il peso dei motori elettrici), sono più efficienti (ignorando i consumi del processo produttivo) rispetto ai motori a combustione interna, e non producono emissioni dannose. Se potessero essere fabbricate economicamente, le fuel cells, sarebbero economicamente convenienti in una macchina ibrida avanzata (ovvero che combina l'energia elettrica prodotta da celle a.c. e quella erogata da batterie a sua volta da ricaricare direttamente o con l'energia solare di pannelli di un parcheggio, o con l'energia elettrica domestica da fonte eolica o da cogenerazione oppure direttamente con la corrente di casa).

### Metano come fonte e veicolo dell'idrogeno

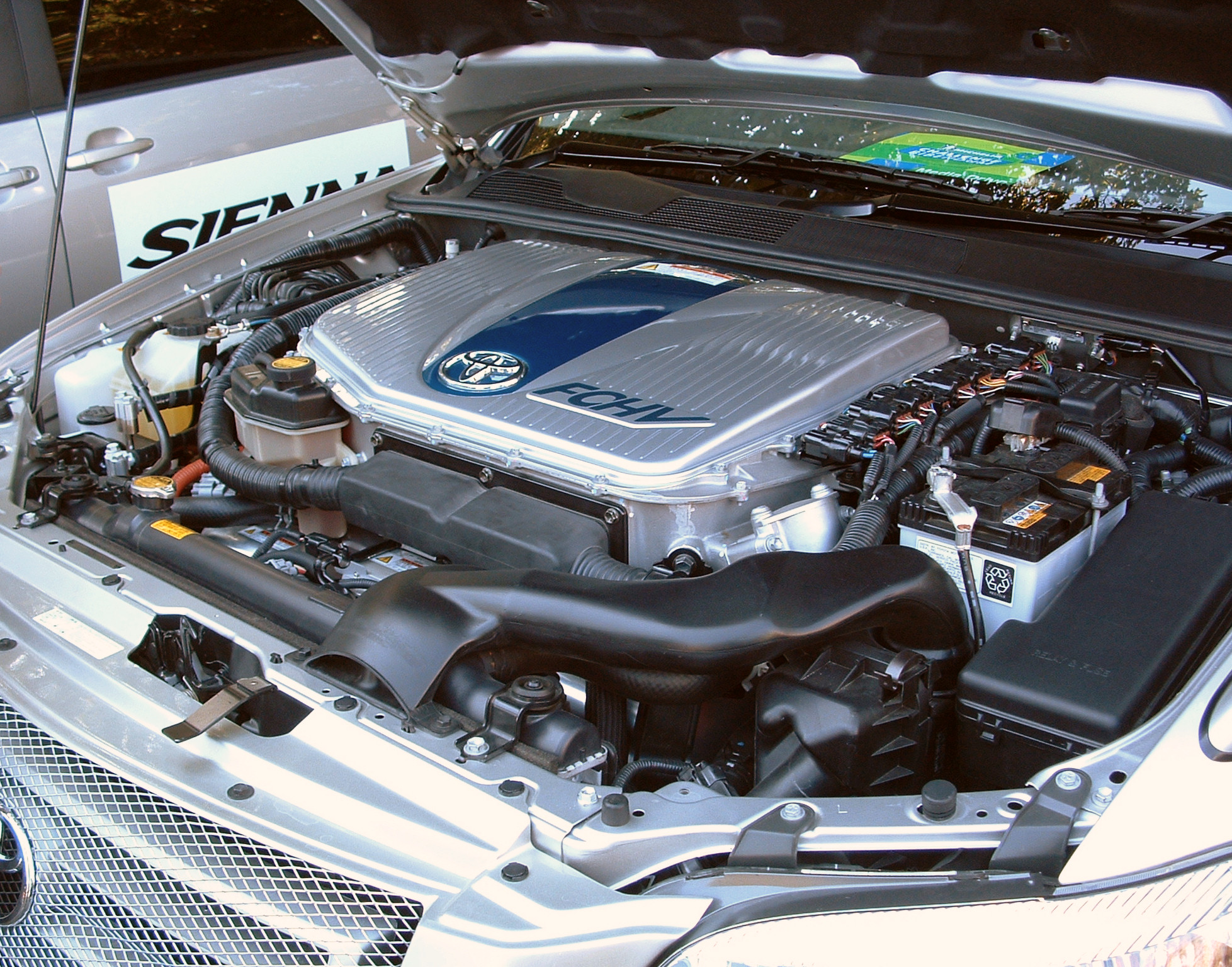
Vano motore del prototipo Toyota Fuel-Cell

Se il metano (o meglio il gas naturale) dovesse diventare la principale fonte d'idrogeno, sarebbe più sensato stoccarlo e trasportarlo con serbatoi d'auto speciali, a metano compresso e far funzionare una serie di "reformers" e di pile a combustibile direttamente dal metano. Il sistema risultante impiega l'energia del metano più efficientemente, produce meno CO2 totale, e richiede meno nuove infrastrutture. Un ulteriore vantaggio è che il metano è molto più facile da trasportare e manipolare rispetto all'idrogeno. Il metano impiegato nelle "fuel cells" non deve però presentare tracce di metantiolo o etantiolo, le sostanze maleodoranti che vengono iniettate nella distribuzione di gas per aiutare gli utenti a scoprire subito eventuali perdite, quindi con gli inevitabili rischi connessi al caso di perdite non avvertibili. I solfuri responsabili dell'odore infatti provocano l'avvelenamento (o disattivazione) del catalizzatore nella membrana della pila a combustibile. Inoltre dal momento che la tecnologia per far funzionare i motori a combustione interna direttamente dal metano è ben sviluppata, poco inquinante, ed allunga la vita del motore, è più probabile che il gas naturale compresso (GNC) venga usato per il trasporto in questo modo piuttosto che in celle a combustibile, almeno nel prossimo futuro.

### Autotrasporto
Il bilancio energetico dell'idrogeno applicato all'autotrazione, anche con la miglior tecnologia ovvero le celle a combustibile, lo rende però ancora svantaggioso rispetto ad altre tecnologie energetiche già esistenti.
Con le tecnologie attuali la generazione più efficiente dell'idrogeno mediante reforming ha infatti una efficienza del 75 - 80 %. Altra energia viene persa per comprimerlo e trasportarlo. In totale l'energia spesa per kg di idrogeno è pari a circa 50 MJ. Dato che l'energia di un kg di idrogeno è di circa 141 MJ ne consegue che l'efficienza totale arriva al 60%.
Il sistema di produzione e distribuzione più efficiente dell'energia sembra essere invece quello elettrico, che può arrivare al 95% di efficienza. I veicoli totalmente elettrici possono essere 3 - 4 volte più efficienti di un veicolo ad idrogeno.

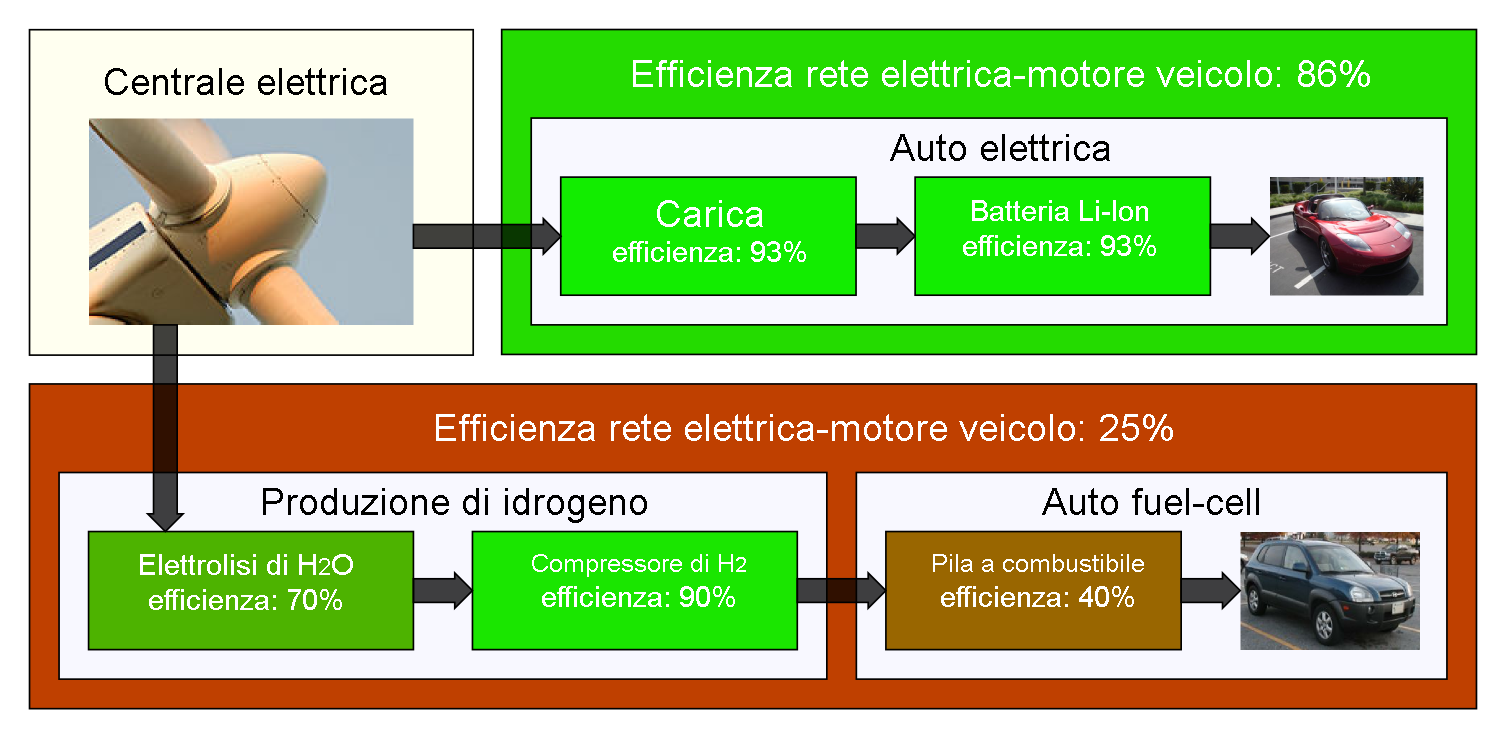
La bassa efficienza della generazione di idrogeno molecolare per elettrolisi (60-80%), aggiunta alla media efficienza della pila a combustibile (40-50%) rende l'auto elettrica più conveniente, quando si vuole trasformare l'elettricità della rete in energia cinetica per veicoli su strada, piuttosto che passare per l'intermediario idrogeno.

## Valutazione e fattibilità dell'economia ad idrogeno

### Benefici che comporterebbe lo sviluppo dell'economia all'idrogeno
- sostituzione delle fonti energetiche non rinnovabili quali i combustibili fossili dunque soluzione al problema energetico mondiale. Alcuni governi, fabbricanti di auto, la comunità scientifica ed alcune industrie l'hanno riconosciuta come possibile sostituto all'economia a carburanti fossili.
- quando l'EAI (Economia All'Idrogeno) nasce come derivato da fonti rinnovabili di energia come l'idroelettrico, l'eolico, il solare, o la fusione nucleare, si ottiene un sistema di distribuzione energetico quasi totalmente pulito ed ecocompatibile ovvero totalmente privo del gas serra CO2, anche se il vapor d'acqua prodotto è un moderato gas-serra e gli NOx sono inquinanti ed irritanti locali e globali nonché componenti della pioggia acida.
- da molti viene considerata la sola alternativa tecnicamente possibile ed economicamente conveniente.
- l'economia ad idrogeno include una serie di economie di scala e di progressiva "scalabilità" delle dimensioni degli impianti ad un livello impossibile con le altre proposte, dal momento che la sua effettiva produzione è proporzionale all'investimento necessario ed alla quantità di energia che davvero serve produrre.

### Conditio sine qua nonper l'economia ad idrogeno
Per quanto detto precedentemente la futuribile economia dell'idrogeno sarebbe condizionata dal requisito di partenza della produzione dell'idrogeno in maniera termodinamicamente conveniente, ovvero conseguire un'alta efficienza nel suo ciclo di produzione-utilizzazione ed allo stesso tempo anche non più inquinante dell'attuale economia a combustibili fossili. Tutto condurrebbe quindi a utilizzare fonti non-fossili ovvero energie alternative come ad esempio le energie rinnovabili, l'energia nucleare), che impiegherebbe alcuni metodi (principalmente l'elettrolisi), anche se dubbi e perplessità rimangono sulla condizione di convenienza termodinamica.
L'unico sistema di produzione di idrogeno economicamente sostenibile però è il reforming di materie prime fossili.

### Ostacoli e nodi cruciali per lo sviluppo dell'economia ad idrogeno
L'economia ad idrogeno ha molti ostacoli o punti cruciali abbastanza importanti da sormontare, anche se viene ampiamente vista come il modello più viabile di sostituzione della economia a combustibili fossili:
- la convenienza termodinamica nella sua produzione, ovvero che ci sia un migliore sfruttamento dell'energia nel produrre e utilizzare idrogeno a partire da altre fonti quali energia elettrica e combustibili fossili. La cosa è fortemente discutibile e oggetto di dibattito.
- la convenienza economica ovvero il fatto che l'insieme delle tecnologie e infrastrutture che si appoggino sull'idrogeno siano complessivamente meno costose di quelle convenzionali che utilizzano i combustibili fossili. Il suo utilizzo richiederà infatti molte trasformazioni all'industria ed ai trasporti su una vastissima scala. Comunque, incentivi economici, il previsto incremento dei prezzi del petrolio per l'inevitabile aumento dei suoi costi di produzione, alternative carenti e l'offerta di migliori tecnologie sono viste come un mezzo per rendere la transizione economicamente valida in futuro.
- l'emergere di soluzioni alternative come i biocarburanti (etanolo, biodiesel, biometano) che richiedono minori costi di cambiamento all'economia e più vicine al loro sviluppo. Queste risorse hanno comunque alcuni aspetti negativi come una bassa erogazione di energia finale in rapporto all'energia investita (EROEI basso), la sottrazione di terre da coltivare all'agricoltura da alimentazione e costi simili di produzione, nonché un discreto consumo di combustibili fossili per trattori, fertilizzanti, ecc.
- l'uso di combustibili fossili alternativi come gas naturale, metano e GPL per contrastare la continua diminuzione delle forniture di petrolio. Anche se l'aumento della richiesta di queste "fonti alternative" decreta il loro lento ma inevitabile esaurimento, la maggioranza dei paesi che le producono fanno capo all'OPEC ed una situazione di picco limite simile a quella del petrolio è del tutto prevedibile in futuro.
- l'impiego diretto dell'energia solare e relativi accumulatori a batteria sono visti come le alternative all'idrogeno più praticabili in virtù anche di uno stadio di sviluppo tecnico simile. I pannelli fotovoltaici hanno però una bassa densità di potenza in base all'area che occupano, rendendo complicato il loro uso nei trasporti rispetto ad altre alternative[26]. D'altra parte le batterie sono state utilizzate in automobili ibride ed in prototipi completamente a batteria. Forse una combinazione tra energia fornita da batterie e quella fornita da idrogeno potrebbe essere usata nell'economia del futuro.

### Problemi ambientali
Correntemente circa il 48% dell'idrogeno gassoso viene creato grazie al reforming del gas naturale tramite il metodo della reazione di spiazzamento dell'acqua (natural gas/water gas shift), che è stato spiegato in precedenza. Questo processo crea come sottoprodotto l'anidride carbonica (CO2), un gas serra. Questa viene abitualmente liberata nell'atmosfera, anche se sono state effettuate ricerche per la sua iniezione in giacimenti di idrocarburi depletati o acquiferi salini. È stato proposto lo stoccaggio dell'anidride carbonica negli abissi marini. Anche la produzione di vapore acqueo dall'ossidazione dell'idrogeno a rigore non sarebbe pienamente ecocompatibile perché è anch'esso un potente gas serra (più potente della Co2) sia pure con un tempo di residenza in atmosfera di soli 8 giorni.
Sono stati posti alcuni interrogativi su problemi relativi a fuoriuscite accidentali di idrogeno. L'idrogeno molecolare tende a fuoriuscire lentamente da ogni tipo di suo mezzo di contenimento. È stato ipotizzato che quantità significative d'idrogeno gassoso (H2) possano fuoriuscire dai serbatoi di idrogeno. In tal caso, anche per l'azione della radiazione ultravioletta, si potrebbero formare radicali liberi (H+) e (H.) nella stratosfera.
Questi radicali liberi potrebbero in seguito agire come catalizzatori del danno alla fascia dell'ozono. Un aumento sufficientemente grande della quantità di idrogeno stratosferico da perdite di H2 potrebbe esacerbare il cosiddetto "buco nell'ozono". Comunque, gli effetti di questo processo potrebbero non essere significativi; la quantità di idrogeno che si perde è molto minore (di 10-100 volte) rispetto alla stima del 10%-20% posta come ipotesi da alcuni ricercatori. In Germania, ad esempio, il tasso di perdita è dello 0,1% (minore di quello del gas naturale, che è dello 0,7%). Si calcola che al massimo, le perdite ammonterebbero all'1-2% dell'idrogeno contenuto nei serbatoi, anche con un uso ampio, da parte di privati non particolarmente sensibilizzati, utilizzando le odierne tecnologie. Inoltre stime attuali indicano che ci vorranno almeno 50 anni per instaurare un'economia ad idrogeno matura e che le nuove tecnologie sviluppate nei prossimi anni potrebbero ridurre ulteriormente il tasso di perdita da serbatoi e condotte.
Le leggi fisiche correlate alla conservazione dell'energia creano una situazione dove in primo luogo l'energia impiegata per creare, comprimere e refrigerare il carburante può ridurre l'efficienza energetica finale del sistema a livelli inferiori rispetto a quelli dei sistemi di raffinazione del petrolio avanzati e dei motori a combustione interna più efficienti (come i sistemi diesel accoppiati al motore elettrico ed al recupero dell'energia tramite bobine durante la frenata); questo è particolarmente vero se l'idrogeno deve essere compresso ad alte pressioni oppure liquefatto a temperature inferiori a quelle dell'azoto liquido, come servirebbe per le applicazioni automobilistiche (in partenza l'elettrolisi dell'acqua è di per sé un processo inefficiente, che di solito richiede almeno il doppio dell'elettricità rispetto all'energia immagazzinata nell'idrogeno). Comunque, presi fuori dal sistema globale, anche i motori a combustione interna più efficienti non lo sono molto in termini assoluti; inoltre, la benzina proviene da una fonte primaria non rinnovabile ed in via di esaurimento, e con le relative peculiari inefficienze energetiche, dal momento che il petrolio crudo deve essere trasformato in una raffineria per ottenere sia la benzina, che il cherosene, oppure il gasolio.
Come alternativa alla generazione per via elettrolitica, l'idrogeno può essere ottenuto dal metano (componente principale del gas naturale, procedura con un'efficienza energetica di circa l'80%), oppure da altri idrocarburi con un diverso grado di efficienza. Il metodo di conversione a idrocarburi dà luogo a gas serra, ma, dal momento che la loro produzione si concentra in un unico luogo, e non viene quindi dispersa da milioni di veicoli, si ipotizza che si possano separare i gas e che sia possibile eliminarli in modo appropriato, ad esempio iniettandoli tramite il pozzo estrattivo in depositi geologici di petrolio oppure gas. Una stazione di pompaggio e re-iniezione sotterranea della CO2 viene sperimentata dalla compagnia norvegese Statoil nel mar del Nord, nel campo di Sleipner.
Altri tipi di celle a combustibile non devono affrontare questi problemi.

### Problemi irrisolvibili
Il modo più comune per immagazzinare l'idrogeno (ed in effetti l'unico modo di farlo efficientemente) è quello di comprimerlo a circa 70 MPa di pressione (~10,000 PSI). Molti pensano che l'energia necessaria per comprimere il gas sia uno dei problemi nodali irrisolvibili nell'idea di costituire un'economia basata sull'idrogeno. Per esempio, se tutto il mondo impiegasse l'idrogeno molecolare (H2) nelle automobili, un quantitativo massiccio di energia sarebbe richiesto per comprimerlo ed immagazzinarlo, solo parzialmente recuperabile, per esempio tramite "microturbine ad espansione di gas" per la produzione di energia elettrica da impiegare a bordo dell'auto.
Si ritiene che questo tipo di celle a combustibile saranno sempre molto costose, per via dei metalli di cui abbisognano, di solito circa 100 volte tanto per kW di potenza di trazione fornita rispetto ai motori a combustione interna convenzionali. Inoltre è stato prospettato che le automobili alimentate da batterie al litio-ione oppure litio-polimero (come quelle dei telefoni cellulari) siano dei trasportatori energetici più efficienti rispetto a quanto le automobili all'idrogeno potranno mai diventare, e che per le batterie Li-ion manchi soltanto il loro passaggio alla produzione industriale di massa per renderle competitive nei costi.
Esistono altre perplessità riguardo al processo di produzione dell'idrogeno, un processo che può richiedere una fonte d'idrogeno come l'acqua o il combustibile fossile. Il secondo consuma idrocarburi e produce CO2, mentre l'elettrolisi dell'acqua richiede molta elettricità, che nel mondo (indubbiamente oggi, ma forse non in futuro) viene per lo più generata con combustibili fossili come il gas naturale o l'olio combustibile oppure con l'energia nucleare.
Delle varie forme di energia rinnovabile, l'energia idroelettrica è la più diffusa ed a buon mercato. L'energia eolica sta lentamente diffondendosi e diventando competitiva (specie nel nord dell'Europa). L'energia solare pur così abbondante ma bisognosa di aree estese (i deserti), ha dei problemi di costo delle celle al silicio amorfo, di durata per le celle polimeriche, e di mancanza di economie di scala per quanto riguarda la produzione e distribuzione. Dunque, le energie alternative sono da marginalmente più costose a molto più costose rispetto ai combustibili fossili ed al nucleare. In questo, l'attuale tecnologia del combustibile ad idrogeno non può dirsi del tutto indipendente dal gas naturale, a meno che si consideri la possibilità di produrla in modo totalmente nucleare, con la conversione diretta (a circa 1000 °C) dell'acqua nei reattori VHTR.

### Convenienza economica e convenienza termodinamica
Fermo restando le difficoltà tecniche non ancora superate nelle tecnologie ad idrogeno sopra riportate, una riflessione di merito va fatta sul rapporto tra convenienza economica dell'intera economia ad idrogeno e convenienza termodinamica del processo di produzione-utilizzazione dell'idrogeno. La convenienza economica dell'economia ad idrogeno dipende dalla convenienza termodinamica, dalla convenienza cinetica delle reazioni di sintesi dell'idrogeno, ma anche da altri fattori quali il costo delle apparecchiature, il costo dei reagenti e il prezzo a cui vengono venduti i prodotti, per cui alla fine un processo di trasformazione complesso come quello richiesto dall'economia ad idrogeno a partire dall'economia a combustibili fossili sulla carta si può rivelare economicamente non conveniente anche se conveniente dal punto di vista termodinamico oppure viceversa economicamente conveniente anche se non conveniente dal punto di vista termodinamico. Pur tuttavia sembra sensato attribuire una priorità alla convenienza termodinamica rispetto a quella economica se l'idrogeno dovesse essere prodotto da fonti fossili non rinnovabili destinate quindi ad esaurirsi ancora più velocemente nel caso di inefficienza termodinamica nel processo di produzione/utilizzazione dell'idrogeno. Se invece l'idrogeno fosse prodotto direttamente da fonti rinnovabili, pur con una perdita di efficienza rispetto alla fonte primaria di energia, l'eventuale convenienza economica complessiva, comunque tutta da valutare, giocherebbe forse un ruolo non secondario nella scelta definitiva su quale modello di economia appoggiarsi.

## I progressi della ricerca per l'idrogeno nel mondo
L'economia a idrogeno può essere vista sotto due profili: da una parte esistono luoghi in cui è disponibile (o si costruisce) un sovrabbondante potenziale di generazione di energia elettrica, dall'altra parte esistono ricche città come Londra, e regioni densamente popolate, che hanno bisogno di generare elettricità inquinando poco (ad esempio con la pila a combustibile) e di alimentare il trasporto pubblico con carburanti a basso tenore di inquinanti.

### Argentina e Cile

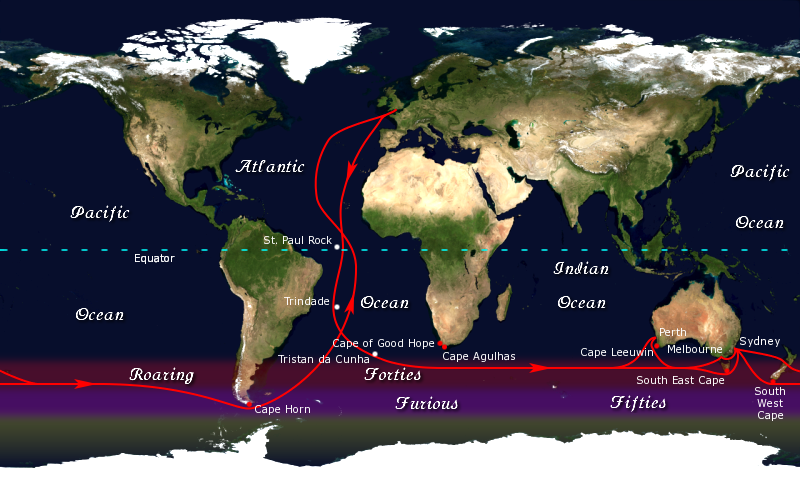
La zona dei venti conosciuta come i "quaranta ruggenti", sfruttata dalle navi clipper che navigavano da e verso l'Australia e Nuova Zelanda verso la Gran Bretagna.

L'Argentina,  e il Cile,  potrebbero diventare grandi produttori di idrogeno per elettrolisi, sfruttando l'energia idroelettrica dei fiumi delle Ande e quella da eolico della Patagonia e della Pampa. In Cile, il produttore eolico spagnolo Enhol sta investendo 1.000 milioni di dollari per installare circa 250 aerogeneratori su 10.000 ettari, che produrranno una media stimata di 500 MW (l'eccesso potrebbe essere utilizzato dalla rete elettrica nazionale o tramite elettrolisi in idrogeno).
All'epoca dei velieri veloci clipper, che trasportavano foglie di tè dall'India verso la Gran Bretagna, si sfruttavano i potenti e costanti venti circumpolari antartici dei paralleli "quaranta ruggenti" e dei "cinquanta urlanti". Questi venti sono una risorsa energetica costante, gratuita, potente e sovrabbondante, ma impossibile da convogliare con linee elettriche più lunghe di 1600 km. Il potenziale aero-elettrico della zona viene stimato da 100.000 MW a 1.000.000 MW (sufficienti per 0,1-1 miliardo di persone con consumi simili a quelli degli italiani). Si stanno costruendo impianti eolici in queste regioni proprio per produrre il prezioso gas idrogeno.

### Austria-Italia: Autostrada del Brennero
L'autostrada A22 del Brennero sarebbe dovuta diventare nel 2010 la prima autostrada ad idrogeno d'Europa, ovvero attivare una rete di distributori di idrogeno per autotrazione integrata con l'attuale distribuzione di carburanti.

### Corea del Sud
La Corea del Sud sta investendo massicciamente in un piano integrato, che include il biogas, il solare, l'eolico, il nucleare. L'energia in eccesso proveniente dalla variabilità di queste fonti, potrebbe essere immagazzinata come idrogeno (previa elettrolisi)

### Danimarca
In Danimarca la corrente elettrica prodotta con generatori eolici ha raggiunto lo straordinario obiettivo del 23% del fabbisogno nazionale. Nel maggio 2007 è stata costruita la prima centrale europea a eolico-idrogeno.

### Germania
Dopo 20 anni di ricerche sull'utilizzo dell'idrogeno in motori a combustione interna, dal 2008 il costruttore BMW comincerà a produrre di serie, la serie 7 Hydrogen. La Hydrogen 7 ha un motore bivalente, ovvero può essere azionato sia a idrogeno liquido che a benzina.

### Islanda
L'Islanda ha deciso di diventare la prima economia all'idrogeno del mondo attorno all'anno 2050. L'Islanda si trova in una situazione unica: importa tutto il petrolio necessario per alimentare le sue automobili e la flotta peschiera. L'Islanda ha enormi risorse rinnovabili di energia geotermica ed idroelettrica, così tanto che il prezzo locale dell'elettricità prodotta è minore del prezzo degli idrocarburi usati per produrre quell'elettricità.
L'Islanda converte buona parte della sua elettricità in eccesso in beni esportabili e sostituti degli idrocarburi. Nel 2002, produceva 2000 tonnellate d'idrogeno per elettrolisi, principalmente da trasformare in ammoniaca (NH3), per fertilizzanti. L'ammoniaca viene prodotta, trasportata, ed usata in tutto il mondo, dato che il 90% del costo dell'ammoniaca è quello dell'energia per produrlo. L'Islanda sta anche sviluppando un'industria di estrazione, raffinazione, fusione e profilatura dell'alluminio, con costi che sono principalmente quelli dell'elettricità impiegata. Queste due industrie possono così esportare buona parte (o tutto) il potenziale di elettricità geotermico dell'isola.
Ma nessuno di questi due processi riesce a rimpiazzare del tutto gli idrocarburi. La capitale Reykjavík ha una flotta pilota di autobus che vanno ad idrogeno, e sono in corso ricerche per alimentare i pescherecci della nazione con idrogeno. Praticamente, per esigenze industriali, chimiche ed economiche, è probabile che l'Islanda finisca per importare petrolio di bassissima qualità (e basso prezzo) per poi processarlo con l'idrogeno per renderlo di buona qualità, piuttosto che rimpiazzarlo del tutto.
Secondo il World Watch Magazine, al contrario delle aspettative, la produzione di idrogeno dell'Islanda nel 2006 stava diminuendo

### Italia
Dal 2007 a Bologna si stanno sperimentando autobus alimentati da una miscela di metano con idrogeno al 5-15% (miscela nota come hythane o idrometano). La produzione dell'idrogeno, in sperimentazione da parte dell'Università di Bologna, avviene tramite energie pulite (come quella dei pannelli solari o l'eolico) e dai rifiuti con metodi che sfruttano batteri bio-ingegnerizzati.
La Provincia autonoma di Trento sta sperimentando dal febbraio 2013, tramite Trentino Trasporti, due autobus ad idrogeno costruiti e sviluppati dalla newco Dolomitech. Gli Autobus sono stati utilizzati durante i mondiali di sci nordico in Val di Fiemme e successivamente nelle tratte interne alla Val di Fiemme e Primiero.
La Provincia autonoma di Bolzano ha deciso (nel 2012) di mettere in strada già quest'anno la prima fetta di un ampio parco di autobus a idrogeno. Mentre a Bolzano sud si stanno ultimando i lavori di realizzazione del primo impianto di produzione di idrogeno su larga scala, alimentato da pannelli fotovoltaici, la Giunta provinciale ha dato il via libera ad un bando per l'acquisto di 5 autobus a fuel cell, facenti parte di un progetto più ampio sostenuto dall'Unione europea. La Provincia di Bolzano è entrata come partner in un consorzio nato su iniziativa europea che comprende anche Londra, Oslo, Milano e Aarau e che mira a testare le capacità e le prestazioni di 26 bus a idrogeno.
Dal giugno 2007 Monopoli ospita l'Università dell'idrogeno, centro d'eccellenza no profit per la formazione, la ricerca e l'informazione sui temi delle nuove energie.
Da ottobre 2009 una parte dell'Hotel San Rocco (Orta San Giulio, NO) è riscaldata mediante un combustore alimentato a idrogeno, interamente sviluppato e realizzato in Italia dall'azienda Giacomini. Idrogeno e ossigeno si combinano mediante una reazione catalitica, quindi senza fiamma. Il calore liberato viene utilizzato per l'acqua di riscaldamento e l'unico altro prodotto della reazione è vapore d'acqua che può essere rilasciato in atmosfera. Il combustore non produce né CO2, né NOx; grazie all'energia elettrica prodotta da fonti rinnovabili, si può realizzare un ciclo a zero emissioni. Altri progetti-pilota con il combustore a idrogeno sono in corso di realizzazione in Piemonte.
Il DL n. 36/2022 ha concesso per la produzione di idrogeno verde l'esenzione dall'accisa e dagli oneri generali afferenti al sistema elettrico.

### La Norvegia e l'eolico come "fonte" d'idrogeno
Un progetto pilota per dimostrare la fattibilità di un'economia ad idrogeno è operativo già dal 2004 nell'isola norvegese di Utsira. L'impianto combina l'energia eolica con la produzione d'idrogeno. Nei periodi in cui si presenta un surplus di energia eolica, l'energia eccedente viene usata per generare idrogeno attraverso l'elettrolisi. L'idrogeno viene stoccato, ed è disponibile per la generazione di energia nei periodi in cui il vento è meno forte.

### Regno Unito: autobus a idrogeno sperimentati a Londra
Il Regno Unito ha completato un programma pilota di celle a combustibile nel dicembre 2005. Iniziato nel gennaio 2004, il programma faceva funzionare due bus a pile a combustibile sulla linea 25 di Londra.

### Stati Uniti
Alcuni fabbricanti di automobili degli Stati Uniti d'America si sono dedicati a sviluppare propulsori dall'idrogeno (in precedenza avevano intrapreso ricerche sui veicoli elettrici in California, un programma del tutto defunto). I critici sostengono che questo "impegno" sia semplicemente uno stratagemma per mettere da parte lo sviluppo di veicoli con motori più efficienti alimentati sia a gasolio, che a benzina che a GPL. La distribuzione dell'idrogeno per usi di trasporto viene testata in mercati limitati attorno al mondo, specialmente in Islanda, Germania, California, Giappone e Canada.
La circumnavigazione del mondo con celle a idrogeno
La spedizione The Hydrogen Expedition sta lavorando sulla creazione di un'imbarcazione con celle a combustibile alimentate ad idrogeno con lo scopo di circumnavigare il globo, come mezzo per dimostrare la capacità ed affidabilità delle celle a combustibile.
Uso ospedaliero
Alcuni ospedali in USA hanno installato celle che combinano l'elettrolisi con la produzione di elettricità per immagazzinare potenza da impiegare in situazioni di emergenza. Queste sono economicamente vantaggiose per le loro basse richieste di manutenzione, l'immediata possibilità di fornire potenza e la possibilità di sistemarle quasi ovunque nell'ospedale dato che sono per nulla rumorose ed inquinanti rispetto ai generatori diesel.